# Le Choix
Le Choix (De keuze) is een film van Jacques Faber uit 1975 met Claude Jade en Gilles Kohler.
Jean-Pierre (Gilles Kohler) is 23 jaar. Zijn vriendin Anne (Claude Jade) is een kleine, goede en zachte vrouw, geruststellend, reeds dromend van een bestaan zonder geschiedenis, te midden van de kinderen welke zij zou willen hebben. 
Als toneelspeler werkt Jean-Pierre met een jaarlijks contract aan het "Théatre du Parc" te Brussel. Hij droomt van het absolute, hij wil niet dat zijn jaarlijks contract veranderd wordt in een contract voor het leven, zoals hij niet wil dat zijn verhouding met Anne een gewoonte wordt.
Het is daarom dat hij alles gaat verlaten: het "Théatre du Parc" en Anne. Hij gaat op zoek naar Alain (Georges Lambert), een kindervriend, die toneelspeler is zoals hij. Alain verblijft in het zuiden van Frankrijk in een gezelschap, dat poogt het teater te decentraliseren.
Jean-Pierre komt daar Juliette tegen. Juliette (ook gespeeld door Claude Jade) is, lichamelijk sterk gelijkend op Anne, de eerste danseres aan de Opera van Nice.
De tweeheid van gevoelens in hem te leven, en Jean-Pierre weet op den duur niet meer wie de ene is en wie de andere.